# Вовче (Покровський район)
Во́вче — село Гродівської селищної громади Покровського району Донецької області, Україна. У селі мешкає 7 людей.

## Загальні відомості
Відстань до райцентру становить близько 28 км і проходить автошляхом місцевого значення.
Землі села межують із територією смт Желанне Ясинуватського району Донецької області.

## Населення
За даними перепису 2001 року населення села становило 103 особи, з них 83,5 % зазначили рідною мову українську та 16,5 % — російську.